# 李延龄
李延龄（1939年—2000年），辽宁省营口市人，中华人民共和国政治人物。
毕业于北京大学经济系政治经济学专业，后进入中华人民共和国财政部。1993年，升任财政部副部长。2000年去世。